# 阿馬多爾谷高中

阿馬多爾谷高中 （英語：Amador Valley High School）是一所位於美國加利福尼亞州阿拉米達縣普萊森頓市的公立高中。阿馬多爾谷高中曾經被提名為加利福尼亞重點學校，以及國家藍緞帶高中之一。